# Juan Viñas (Costa Rica)
Juan Viñas es el distrito primero y ciudad cabecera del cantón de Jiménez, en la provincia de Cartago, de Costa Rica.
La zona se caracteriza por estar rodeada de cultivos extensivos de caña de azúcar.

## Toponimia
El origen del nombre actual no se conoce con precisión, si bien se tiene noticia de que con tal nombre, a modo de seudónimo, escribió poemas y artículos la poeta guatemalteca María Josefa García Granados (1796-1848), como "Juan Viñas" o "Juan de Viñas". [cita requerida]

## Historia
En ley n.º 20, sobre división territorial para efectos administrativos decretada el 18 de octubre de 1915, a Juan Viñas se le otorgó título de Villa. Posteriormente, el 15 de enero de 1969 en el gobierno de don José Joaquín Trejos Fernández, se promulgó la ley n.º 4312, que le confirió a la villa, la categoría de ciudad.

## Ubicación
La ciudad de San José, capital del país, se encuentra a 55 kilómetros al oeste.

## Geografía
Juan Viñas cuenta con un área de 28,25 km² y una altitud media de 1165 m s. n. m.
Es un terreno con topografía muy irregular, en el límite oriental del Valle del Guarco, a orillas del río La Maravilla, uno de los afluentes del río Reventazón. 

## Demografía
Para el año 2022, Juan Viñas cuenta con una población estimada de 8433 habitantes, y para el último censo efectuado, en 2011, Juan Viñas contaba con una población de 6552 habitantes.

## Localidades
- Barrios: Alpes, Buenos Aires, Maravilla, Naranjito, Naranjo, San Martín, Los Recuerdos, Caña Real, Flor de Liz,
- Poblados: Durán, Gloria, Quebrada Honda, Santa Elena, Santa Marta, Victoria (Alto Victoria).

## Transporte

### Carreteras
Al distrito lo atraviesan las siguientes rutas nacionales de carretera:
- Ruta nacional 10
- Ruta nacional 230